# Canéjan
Pour l’article homonyme, voir Canejan.
Canéjan (Canejan — sans accent — en gascon) () est une commune du Sud-Ouest de la France, située dans le département de la Gironde en région Nouvelle-Aquitaine.

## Géographie

### Localisation
Commune de l'aire d'attraction de Bordeaux située dans son unité urbaine à 11,4 km au sud-ouest de Bordeaux.
Le territoire de la commune de Canéjan est aujourd'hui traversé par l'autoroute A63 et la route nationale 10. Canéjan est irriguée par l'Eau Bourde.

### Communes limitrophes
Les communes limitrophes en sont Pessac au nord, Gradignan au nord-est, Léognan au sud-est et Cestas au sud-ouest.
| Pessac | Pessac  | Gradignan |
| Cestas | Canéjan | Gradignan |
| Cestas | Cestas  | Léognan   |

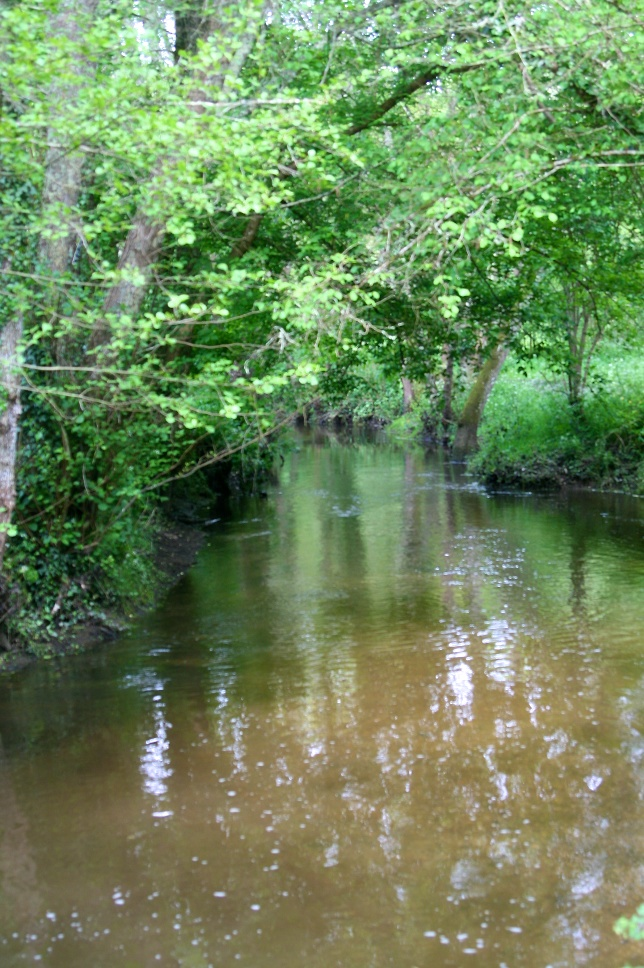
L'Eau Bourde à Canéjan.

Les voies principales de la commune conservent leurs noms originaux de chemins : chemin de Barbicadge, chemin du Courneau, chemin du 20-Août-1949, chemin des Peyrères, chemin Salvador Allende, chemin de la House et chemin de Camparian.

### Climat
Pour des articles plus généraux, voir Climat de la Nouvelle-Aquitaine et Climat de la Gironde.
Historiquement, la commune est exposée à un climat océanique aquitain.
En 2020, Météo-France publie une typologie des climats de la France métropolitaine dans laquelle la commune est exposée à un climat océanique et est dans la région climatique  Aquitaine, Gascogne, caractérisée par une pluviométrie abondante au printemps, modérée en automne, un faible ensoleillement au printemps, un été chaud (19,5 °C), des vents faibles, des brouillards fréquents en automne et en hiver et des orages fréquents en été (15 à 20 jours).
Pour la période 1971-2000, la température annuelle moyenne est de 12,6 °C, avec une amplitude thermique annuelle de 14,1 °C. Le cumul annuel moyen de précipitations est de 963 mm, avec 12,2 jours de précipitations en janvier et 7,1 jours en juillet. Pour la période 1991-2020, la température moyenne annuelle observée sur la station météorologique la plus proche, située sur la commune de Villenave-d'Ornon à 7,17 km à vol d'oiseau, est de 14,3 °C et le cumul annuel moyen de précipitations est de 904,1 mm,. Pour l'avenir, les paramètres climatiques de la commune estimés pour 2050 selon différents scénarios d’émission de gaz à effet de serre sont consultables sur un site dédié publié par Météo-France en novembre 2022.

## Urbanisme

### Typologie
Au 1er janvier 2024, Canéjan est catégorisée ceinture urbaine, selon la nouvelle grille communale de densité à sept niveaux définie par l'Insee en 2022.
Elle appartient à l'unité urbaine de Bordeaux, une agglomération intra-départementale regroupant 73  communes, dont elle est une commune de la banlieue,,. Par ailleurs la commune fait partie de l'aire d'attraction de Bordeaux, dont elle est une commune de la couronne,. Cette aire, qui regroupe 275 communes, est catégorisée dans les aires de 700 000 habitants ou plus (hors Paris),.

### Occupation des sols

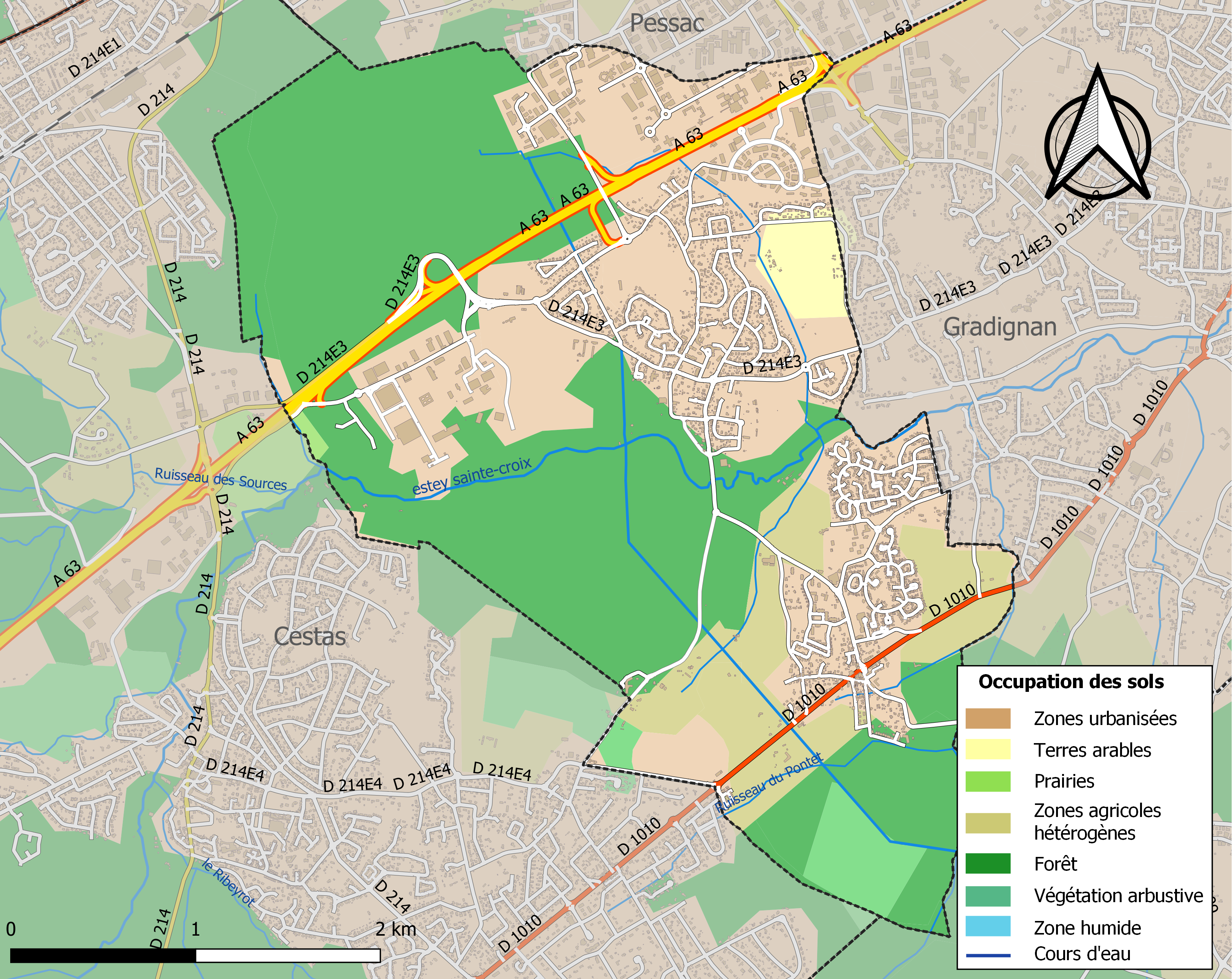
Carte des infrastructures et de l'occupation des sols de la commune en 2018 (CLC).

L'occupation des sols de la commune, telle qu'elle ressort de la base de données européenne d’occupation biophysique des sols Corine Land Cover (CLC), est marquée par l'importance des forêts et milieux semi-naturels (50,2 % en 2018), en diminution par rapport à 1990 (55,9 %). La répartition détaillée en 2018 est la suivante : 
forêts (47,7 %), zones urbanisées (25,2 %), zones industrielles ou commerciales et réseaux de communication (10,8 %), zones agricoles hétérogènes (9,3 %), milieux à végétation arbustive et/ou herbacée (2,5 %), espaces verts artificialisés, non agricoles (2,3 %), cultures permanentes (1,9 %), prairies (0,2 %). L'évolution de l’occupation des sols de la commune et de ses infrastructures peut être observée sur les différentes représentations cartographiques du territoire : la carte de Cassini (XVIIIe siècle), la carte d'état-major (1820-1866) et les cartes ou photos aériennes de l'IGN pour la période actuelle (1950 à aujourd'hui).

### Risques majeurs
Le territoire de la commune de Canéjan est vulnérable à différents aléas naturels : météorologiques (tempête, orage, neige, grand froid, canicule ou sécheresse), inondations, feux de forêts, mouvements de terrains et séisme (sismicité faible). Un site publié par le BRGM permet d'évaluer simplement et rapidement les risques d'un bien localisé soit par son adresse soit par le numéro de sa parcelle.
La commune a été reconnue en état de catastrophe naturelle au titre des dommages causés par les inondations et coulées de boue survenues en 1982, 1990, 1999, 2009 et 2013,.
Canéjan est exposée au risque de feu de forêt. Depuis le 20 avril 2016, les départements de la Gironde, des Landes et de Lot-et-Garonne disposent d’un règlement interdépartemental de protection de la forêt contre les incendies. Ce règlement vise à mieux prévenir les incendies de forêt, à faciliter les interventions des services et à limiter les conséquences, que ce soit par le débroussaillement, la limitation de l’apport du feu ou la réglementation des activités en forêt. Il définit en particulier cinq niveaux de vigilance croissants auxquels sont associés différentes mesures,.
Les mouvements de terrains susceptibles de se produire sur la commune sont des tassements différentiels.

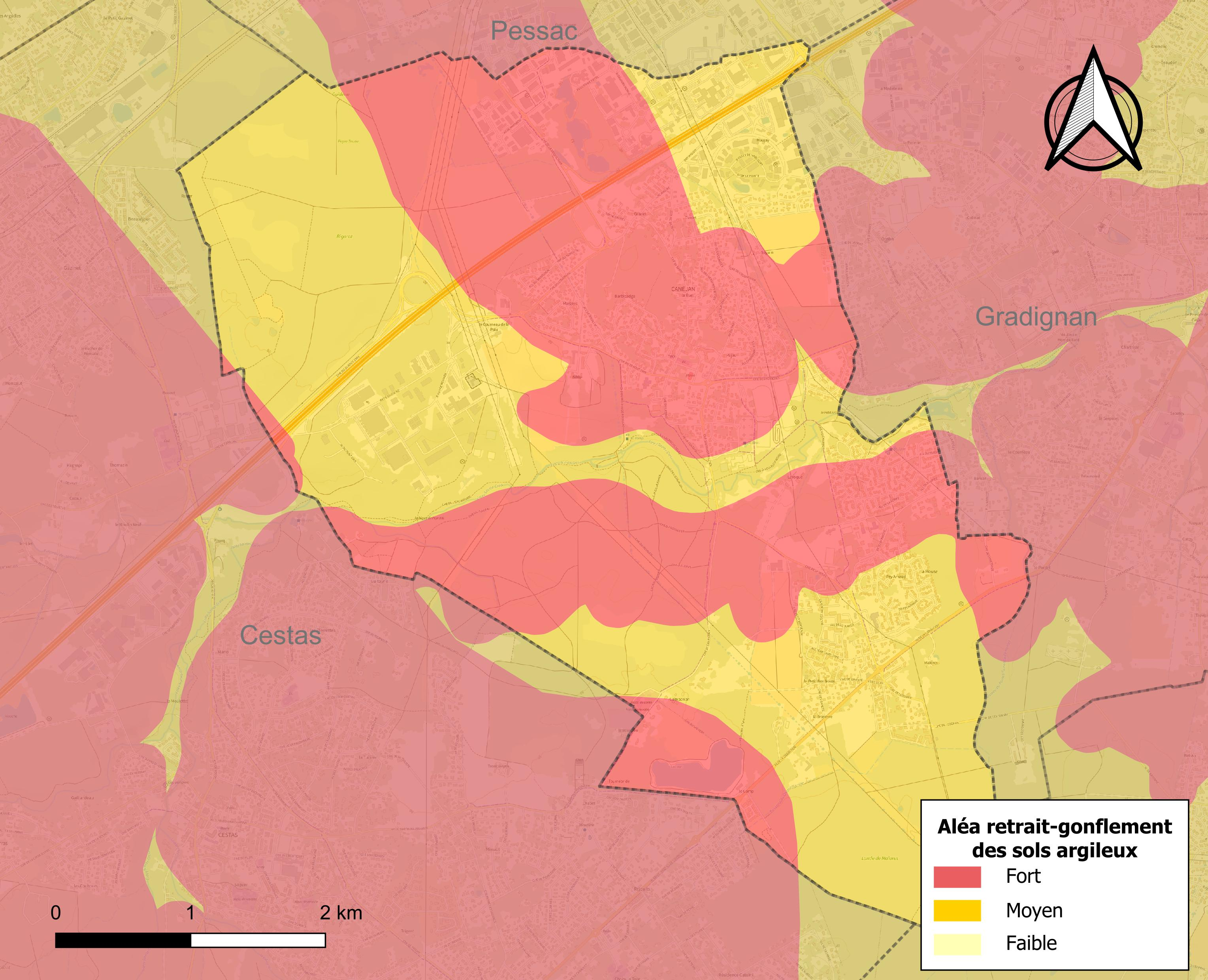
Carte des zones d'aléa retrait-gonflement des sols argileux de Canéjan.

Le retrait-gonflement des sols argileux est susceptible d'engendrer des dommages importants aux bâtiments en cas d’alternance de périodes de sécheresse et de pluie. La totalité de la commune est en aléa moyen ou fort (67,4 % au niveau départemental et 48,5 % au niveau national). Sur les 1 961 bâtiments dénombrés sur la commune en 2019, 1 961 sont en aléa moyen ou fort, soit 100 %, à comparer aux 84 % au niveau départemental et 54 % au niveau national. Une cartographie de l'exposition du territoire national au retrait gonflement des sols argileux est disponible sur le site du BRGM,.
Par ailleurs, afin de mieux appréhender le risque d’affaissement de terrain, l'inventaire national des cavités souterraines permet de localiser celles situées sur la commune.
Concernant les mouvements de terrains, la commune a été reconnue en état de catastrophe naturelle au titre des dommages causés par la sécheresse en 1989, 1995, 2002, 2003, 2005, 2009, 2011, 2012 et 2017 et par des mouvements de terrain en 1999.

## Histoire
Des vestiges gallo-romains découverts sur le territoire de la commune attestent d'un présence humaine aux alentours de la fin du Ier siècle ou du début du IIe siècle.
Sous le parvis de l'église actuelle, sont conservés des sarcophages mérovingiens. Le cimetière paroissial entourait l'église jusqu'à son déplacement dans les années 1890.
Au Moyen Âge, le site de Camparian, entre les bourgs de Cestas et de Canéjan, recèle un prieuré et un hôpital. Le dernier prieur meurt à Camparian peu avant la Révolution. Le prieuré de Camparian est vendu comme Bien National et devient une propriété agricole jusque dans les années 1960. Aujourd'hui, le site est communal. Une campagne de fouilles archéologiques a été conduite par la DRAC-Aquitaine. La chapelle et sa sacristie ont été découvertes. Un bâtiment, appelé monastère, a fait également l'objet de fouilles mais les vestiges de l'époque médiévale sont rares.
Jusqu'en 1789, la paroisse de Canéjan appartient au comté d'Ornon, sous la juridiction de la jurade de Bordeaux. Les jurats de Bordeaux avaient un banc réservé dans l'église de Canéjan. En 1791, ces insignes disparaissent des bancs par décision du conseil municipal de Bordeaux, la jurade ayant disparu.
La commune de Canéjan est créée en février 1790. Elle appartient au canton de Bordeaux extra-muros puis au canton de Pessac.
Le 20 août 1949, 29 hommes de Canéjan meurent au Puch (commune de Cestas) en luttant contre le feu qui fit 82 victimes et ravagea 28 000 hectares,. En septembre 1949, le général de Gaulle vient à Canéjan pour se recueillir sur les tombes des 29 disparus de la commune. À cette époque, Canéjan est un village comptant moins de 500 habitants, et Sud Ouest Dimanche titre le 4 septembre « DANS CANÉJAN-LA-DÉSOLÉE le village des veuves et des orphelins... ».

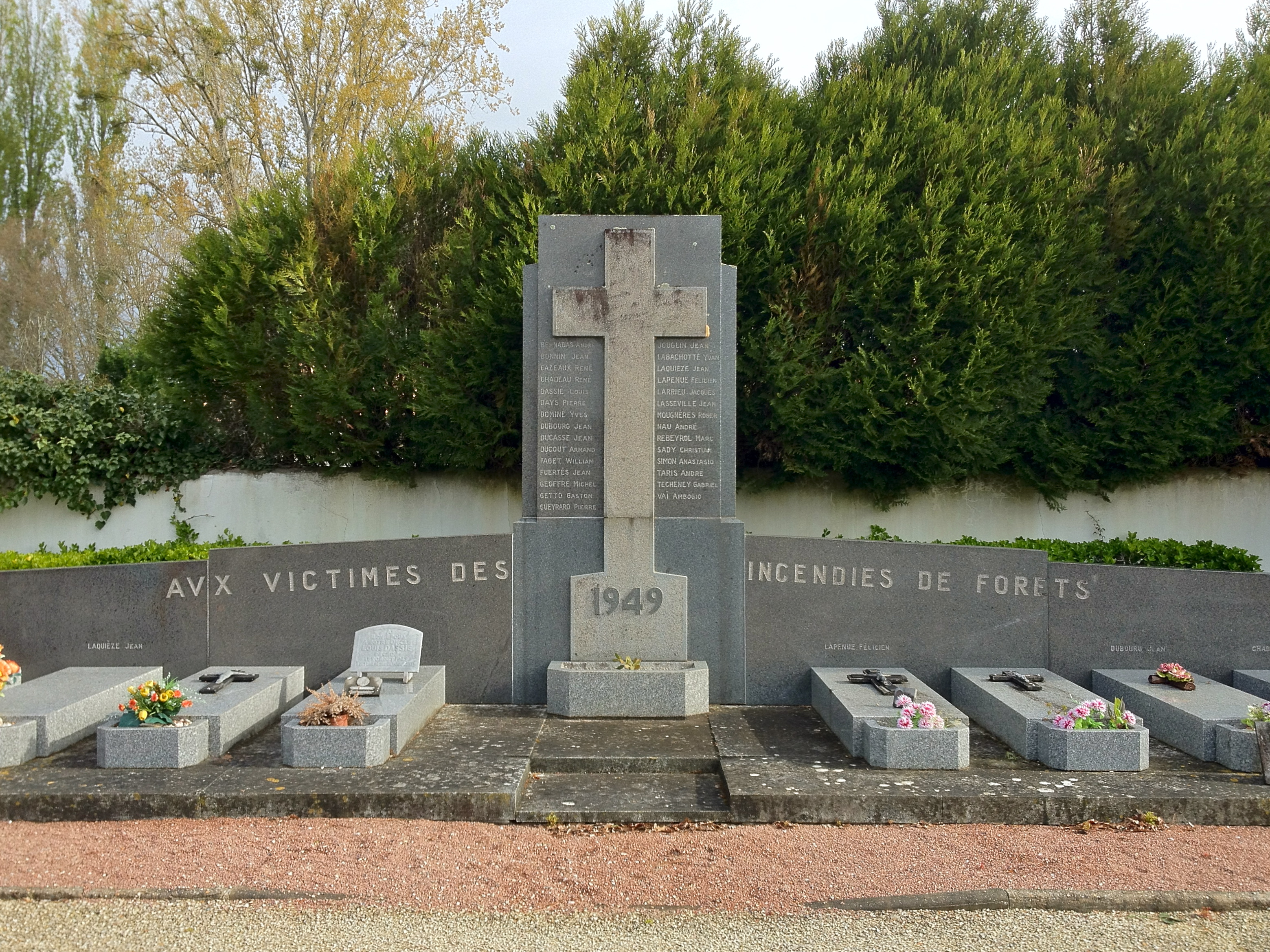
Monument aux victimes de l'incendie de 1949.

Après avoir été orthographié indifféremment Canéjean ou Canéjan, le nom de la commune a définitivement été fixé à Canéjan en juillet 1987.

## Héraldique
| Blason de Canéjan | Blason  | D’azur au huchet contourné d’or.                 |
| Blason de Canéjan | Détails | Le statut officiel du blason reste à déterminer. |

## Politique et administration

### Liste des maires
Depuis 2010 la commune de Canéjan était récompensée par le label « Ville Internet @@@ ». En 2014 elle obtient le niveau de « Ville Internet @@@@ ».
| Date d'élection  | Identité                 | Parti | Qualité                                                    |
| ---------------- | ------------------------ | ----- | ---------------------------------------------------------- |
| Février 1790     | Jean Cauderès            | -     | Vicaire puis curé                                          |
| Décembre 1792    | Antoine Bournazeau       | -     | Curé                                                       |
| 1795             | Fabien Basile Marginier  | -     | Juge de paix                                               |
| 1797             | Jean Dupied              | -     | Marchand                                                   |
| 1798             | Fabien Basile Marginier  | -     | Juge de paix                                               |
| 1816             | Jean Cameleyre           | -     | Maréchal-ferrant                                           |
| Janvier 1826     | Philippe Servan          | -     | Négociant                                                  |
| Août 1829        | Jean-Charles Balaresque  | -     | Négociant                                                  |
| Juin 1838        | Jean-Baptiste Battanchon | -     | Avoué puis juge de paix                                    |
| Octobre 1848     | Arnaud Audebert          | -     | Propriétaire cultivateur                                   |
| Avril 1852       | Jean Morin               | -     | Propriétaire cultivateur                                   |
| Avril 1856       | Nelson Dupoy             | -     | Négociant parfumeur                                        |
| Octobre 1869     | Bernard Chefnourry       | -     | Artisan tonnelier                                          |
| Janvier 1876     | Michel Janvier           | -     | Ancien avoué                                               |
| Mai 1880         | Jean Chrysostome Laborie | -     | Propriétaire d'usine                                       |
| Mai 1884         | Léonard Elies            | -     | Marchand de vins et épicier                                |
| Novembre 1919    | Bernard Ballion          | -     | Propriétaire cultivateur et marchand de bois               |
| Août 1924        | Jean Pommié              | -     | Propriétaire de château                                    |
| Mai 1953         | Paul Pascual             | -     | Fabricant de meubles et exploitant agricole                |
| Janvier 1976     | Jean-Francis Saint-Marc  | DVG   | Inspecteur central des PTT                                 |
| Depuis mars 2001 | Bernard Garrigou         | PS    | Directeur de l'INSUP, conseiller départemental depuis 2021 |

### Politique de développement durable
La commune a engagé une politique de développement durable en lançant une démarche d'Agenda 21 en 2010.

## Démographie
L'évolution du nombre d'habitants est connue à travers les recensements de la population effectués dans la commune depuis 1793. Pour les communes de moins de 10 000 habitants, une enquête de recensement portant sur toute la population est réalisée tous les cinq ans, les populations de référence des années intermédiaires étant quant à elles estimées par interpolation ou extrapolation. Pour la commune, le premier recensement exhaustif entrant dans le cadre du nouveau dispositif a été réalisé en 2006.

En 2022, la commune comptait 5 836 habitants, en évolution de +5,72 % par rapport à 2016 (Gironde : +6,91 %, France hors Mayotte : +2,11 %).
| 1793 | 1800 | 1806 | 1821 | 1831 | 1836 | 1841 | 1846 | 1851 |
| ---- | ---- | ---- | ---- | ---- | ---- | ---- | ---- | ---- |
| 312  | 275  | 274  | 355  | 324  | 334  | 417  | 403  | 362  |

| 1856 | 1861 | 1866 | 1872 | 1876 | 1881 | 1886 | 1891 | 1896 |
| ---- | ---- | ---- | ---- | ---- | ---- | ---- | ---- | ---- |
| 416  | 416  | 477  | 413  | 475  | 465  | 581  | 506  | 484  |

| 1901 | 1906 | 1911 | 1921 | 1926 | 1931 | 1936 | 1946 | 1954 |
| ---- | ---- | ---- | ---- | ---- | ---- | ---- | ---- | ---- |
| 511  | 478  | 470  | 534  | 449  | 453  | 408  | 382  | 462  |

| 1962 | 1968 | 1975  | 1982  | 1990  | 1999  | 2006  | 2011  | 2016  |
| ---- | ---- | ----- | ----- | ----- | ----- | ----- | ----- | ----- |
| 510  | 594  | 3 257 | 3 380 | 4 976 | 5 114 | 5 115 | 5 157 | 5 520 |

| 2021  | 2022  | - | - | - | - | - | - | - |
| ----- | ----- | - | - | - | - | - | - | - |
| 5 916 | 5 836 | - | - | - | - | - | - | - |

| selon la population municipale des années : | 1968 | 1975 | 1982 | 1990 | 1999 | 2006 | 2009 | 2013 |
| Rang de la commune dans le département      | 225  | 44   | 43   | 39   | 40   | 48   | 49   | 50   |
| Nombre de communes du département           | 548  | 543  | 543  | 542  | 542  | 542  | 542  | 542  |

## Lieux et monuments
Camparian, lieu-dit de la commune, abrite les ruines d'un ancien prieuré. Des documents attestent l'existence à Camparian d'un hôpital situé sur la route de Saint-Jacques-de-Compostelle dès le début du XIIe siècle. Des fouilles ont été réalisées entre 1966 et 1970, puis en 2010.
L'église Saint-Jean-Baptiste a été édifiée au XIVe siècle. En 1986, lors d'une restauration, une fresque datant du Moyen Âge est mise au jour derrière le maître-autel. Elle est actuellement légèrement masquée par une fine pellicule blanche et le maître-autel qui a repris sa place. La fresque représente le Christ en majesté avec deux personnages en position de prière. À l'extérieur de l'église, on peut voir deux sarcophages vides datant de l'époque moyenâgeuse. Une veyrine était percée dans un mur de l'église et a été condamnée. La paroisse de Canéjan est maintenant rattachée à celle de Cestas.

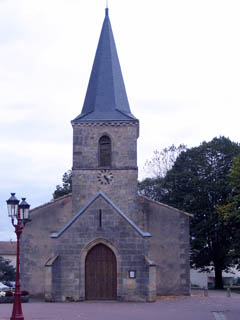
Église Saint-Jean-Baptiste.
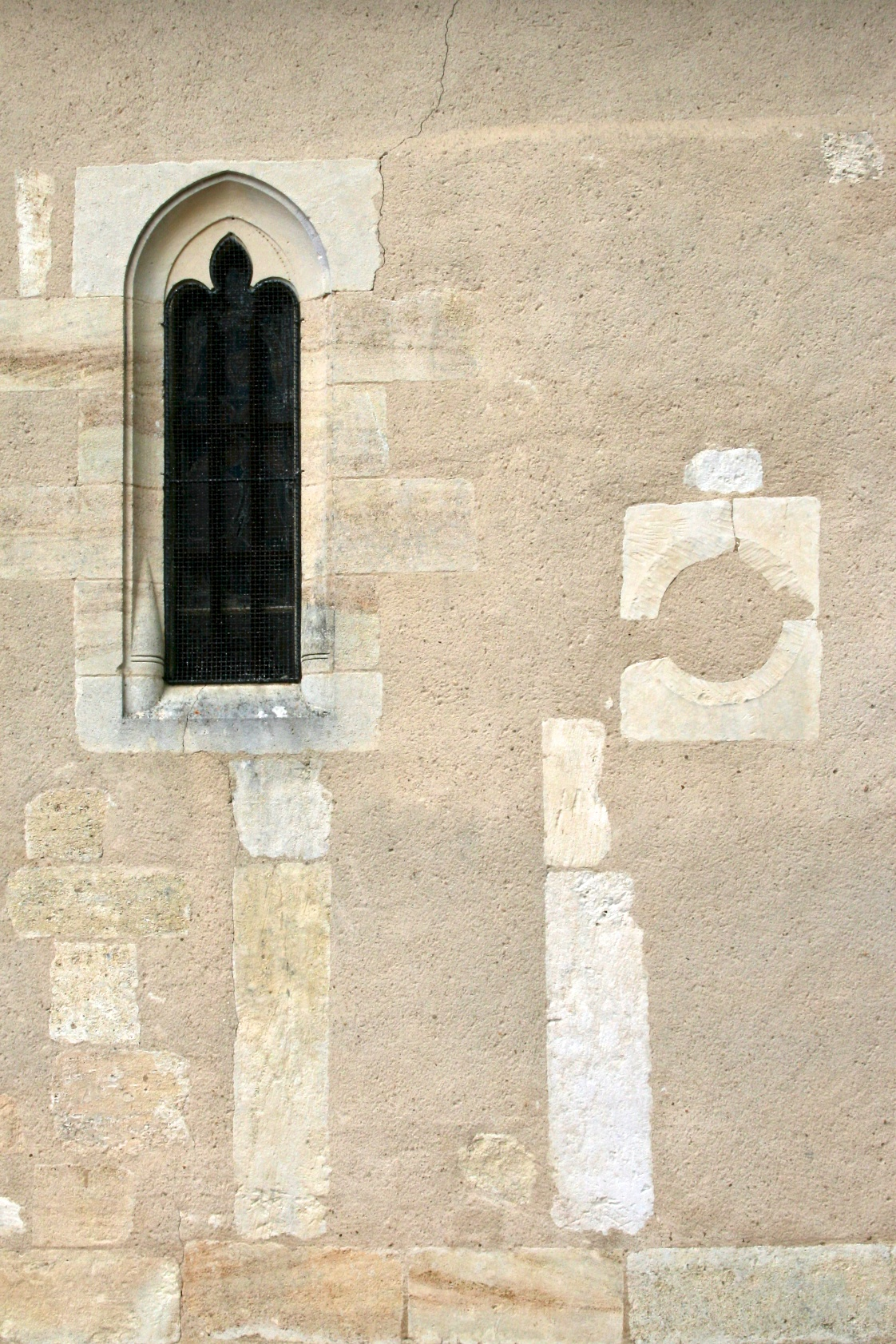
Veyrine de l'église.
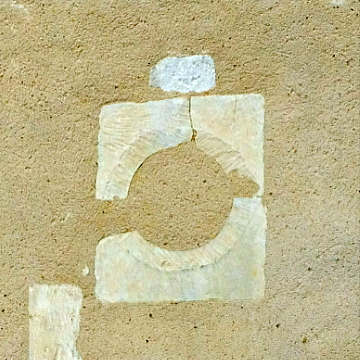
Détail de la veyrine de l'église.
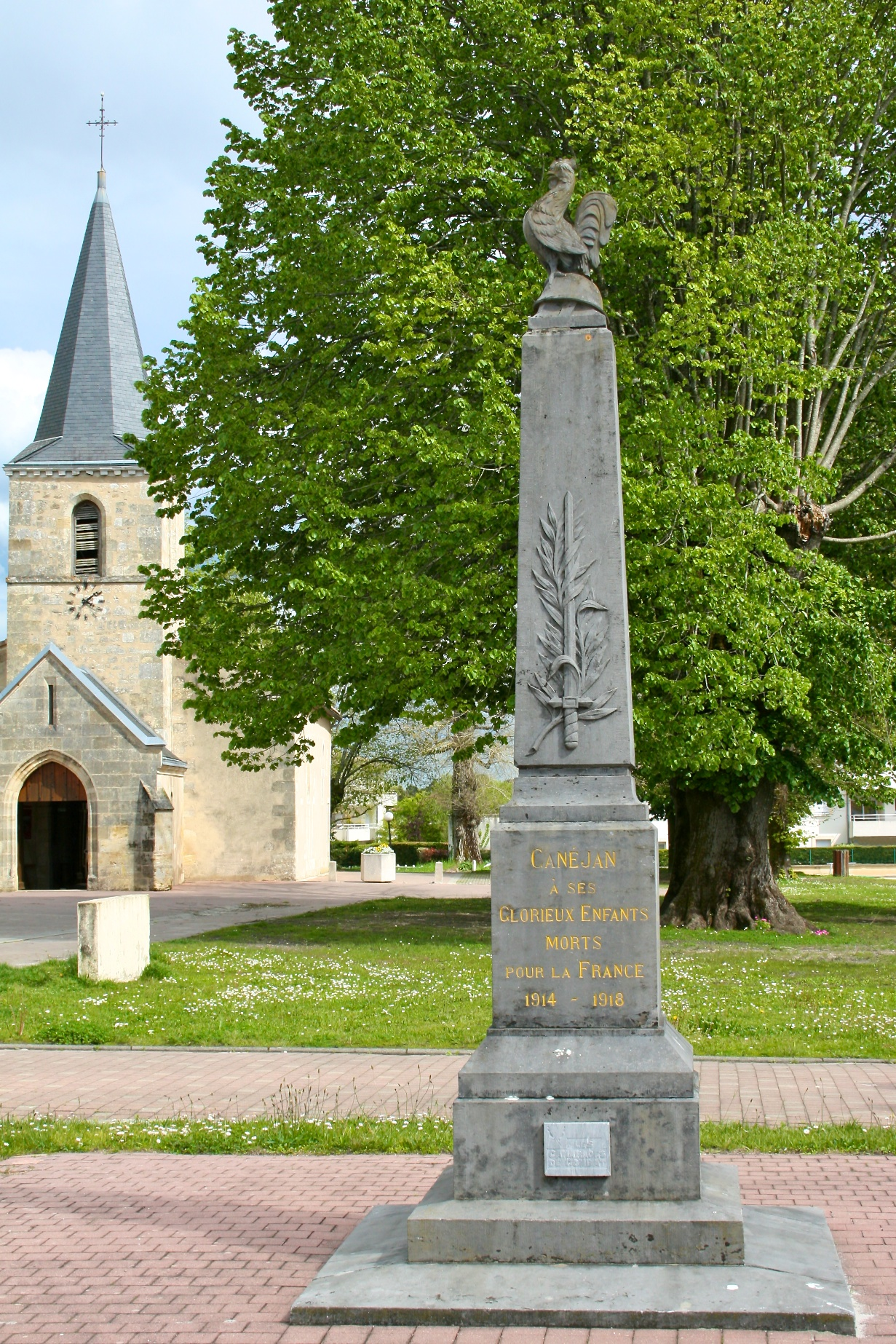
Monument aux morts.

L'ancienne mairie et l'école à laquelle elle fut adossée, datant de 1872-1873 et jugée trop petite, devient l'Espace Mosaïque situé au centre du Bourg. Un hôtel de ville est construit non loin de là en 1988. Le parc de l'Hôtel-de-Ville est installé sur l'ancien terrain de football de la commune. L'excavation dans laquelle est aménagé ce parc rappelle les bords du terrain dont les rives remontant vers le niveau de la route étaient utilisées comme gradins.

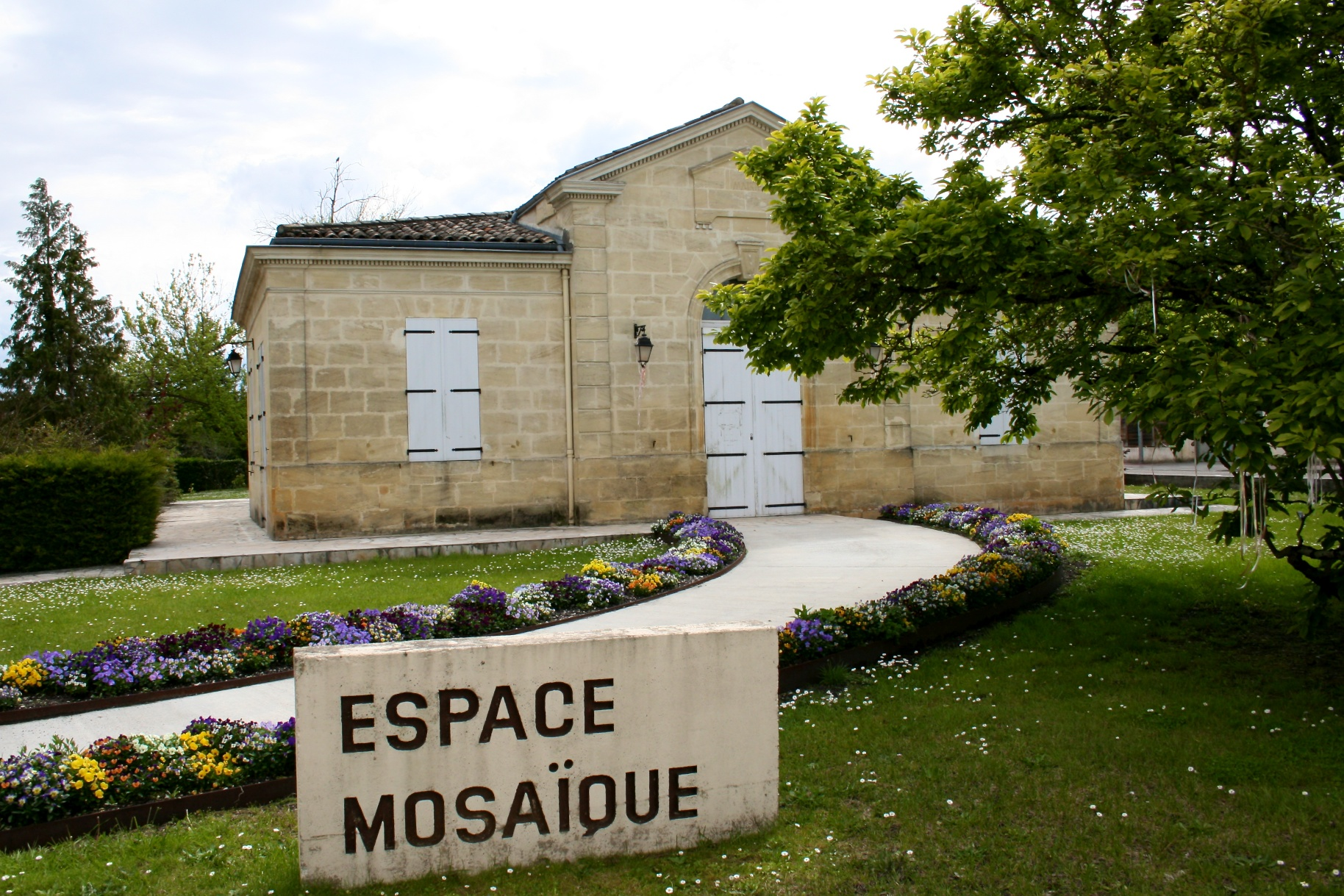
Ancienne marie de Canéjan.
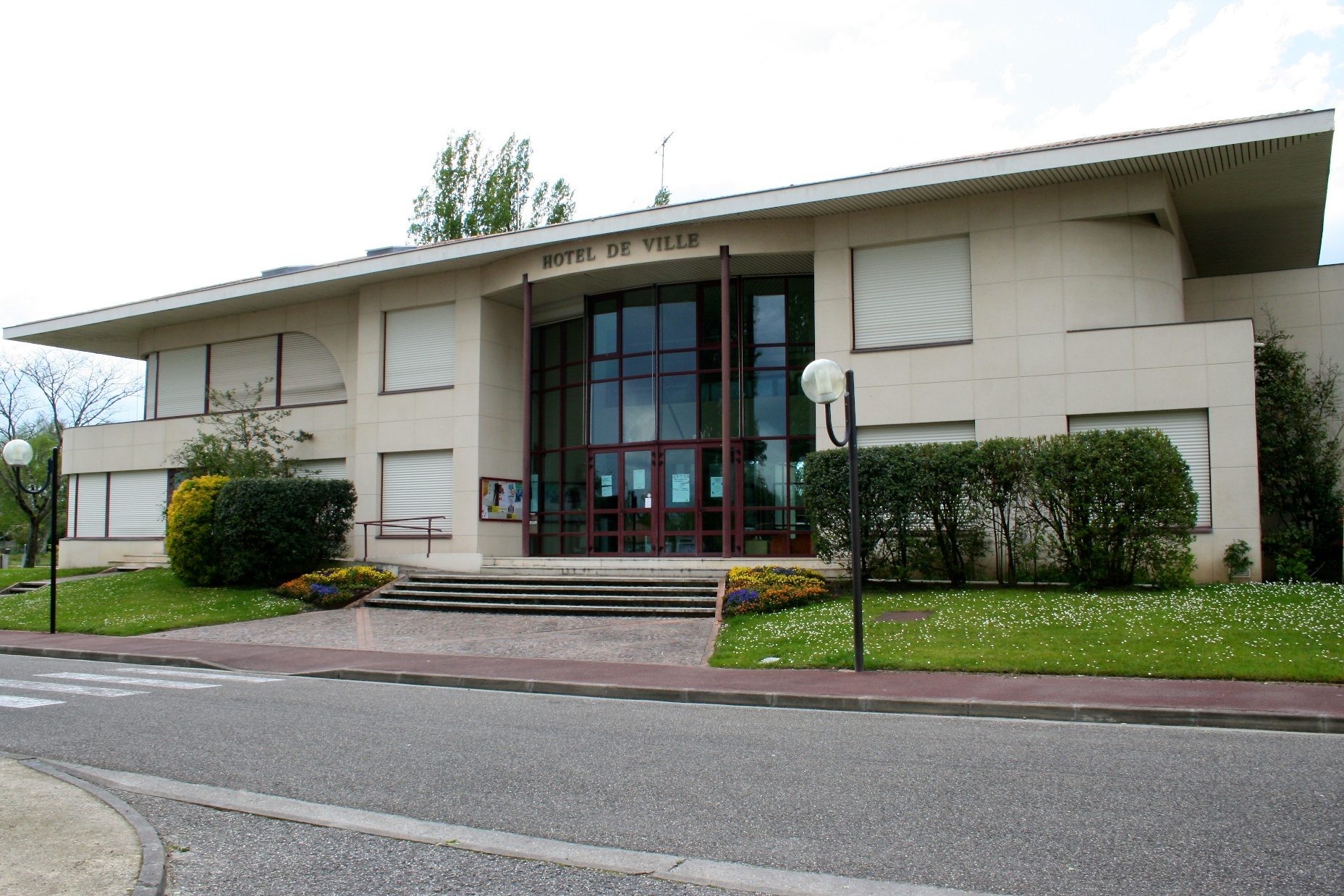
Hôtel de ville de Canéjan.

La base de loisirs du Lac Vert est inaugurée le 5 novembre 1996 sur le site d'une carrière de grave désaffectée située au lieu-dit Le Camp. Le plan d'eau d'une superficie de 12 hectares est un lieu de pêche à vocation sportive ainsi qu'un site apprécié par les promeneurs et les joggeurs.

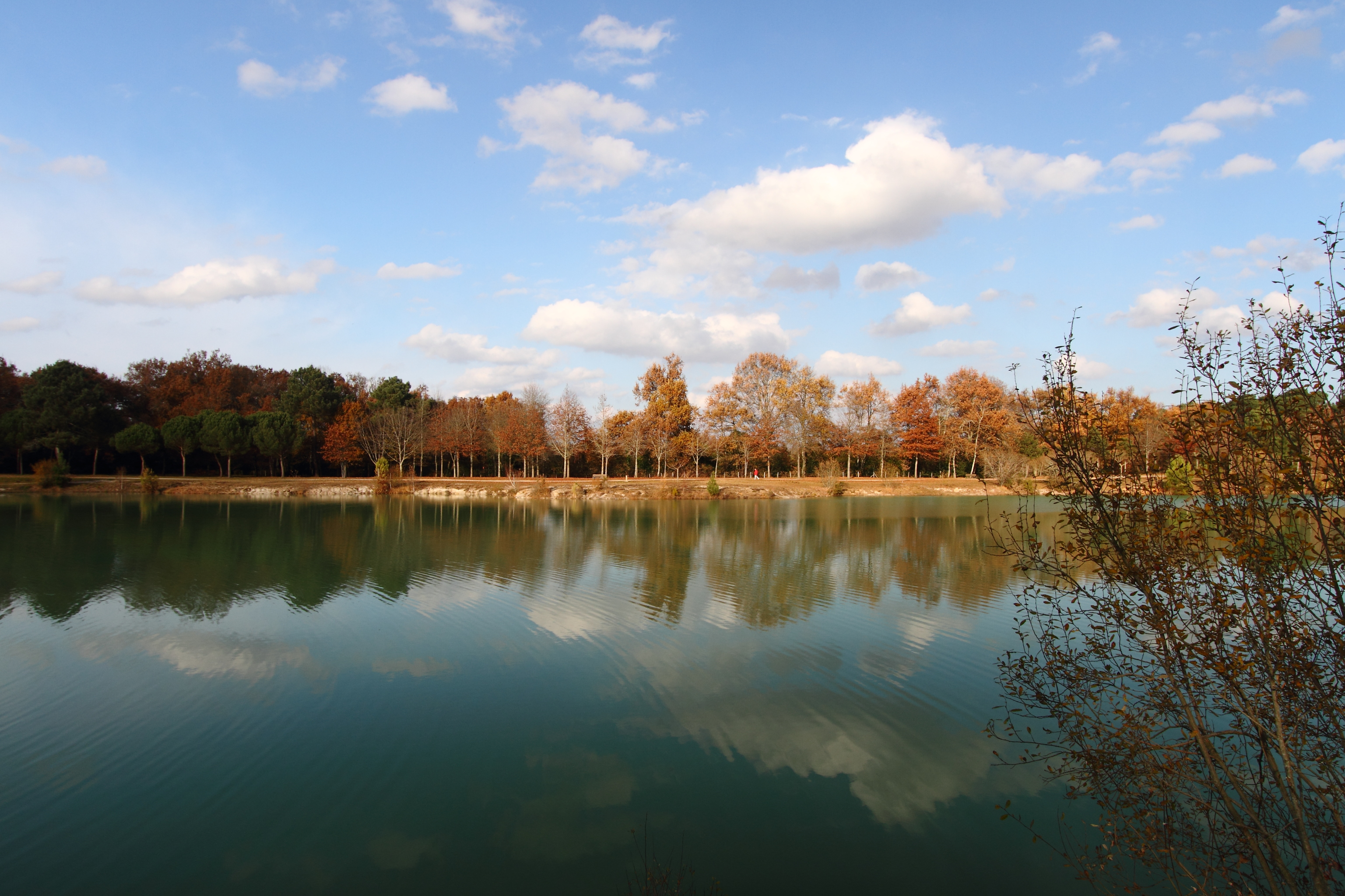
Le Lac Vert en automne.
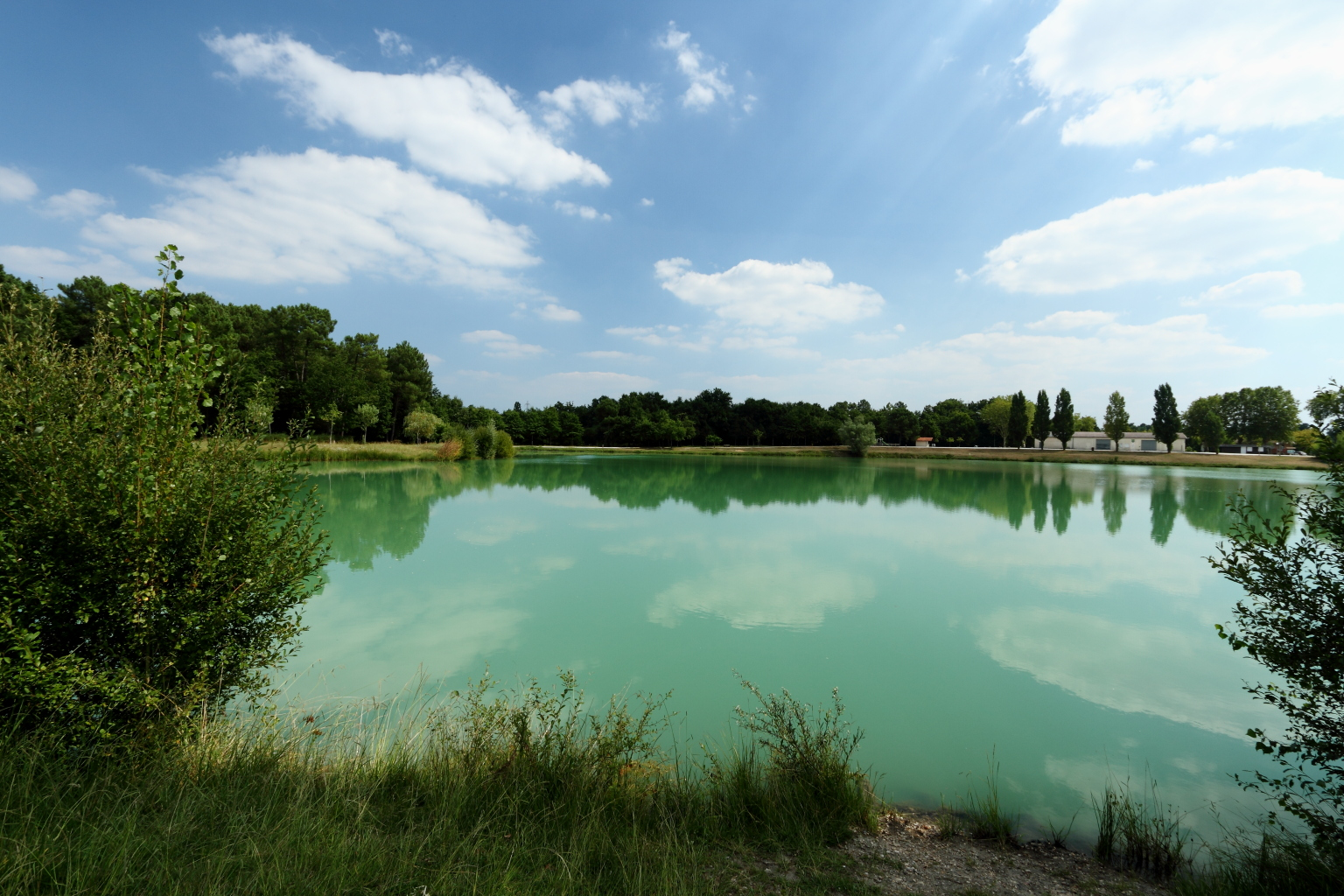
Le Lac Vert.
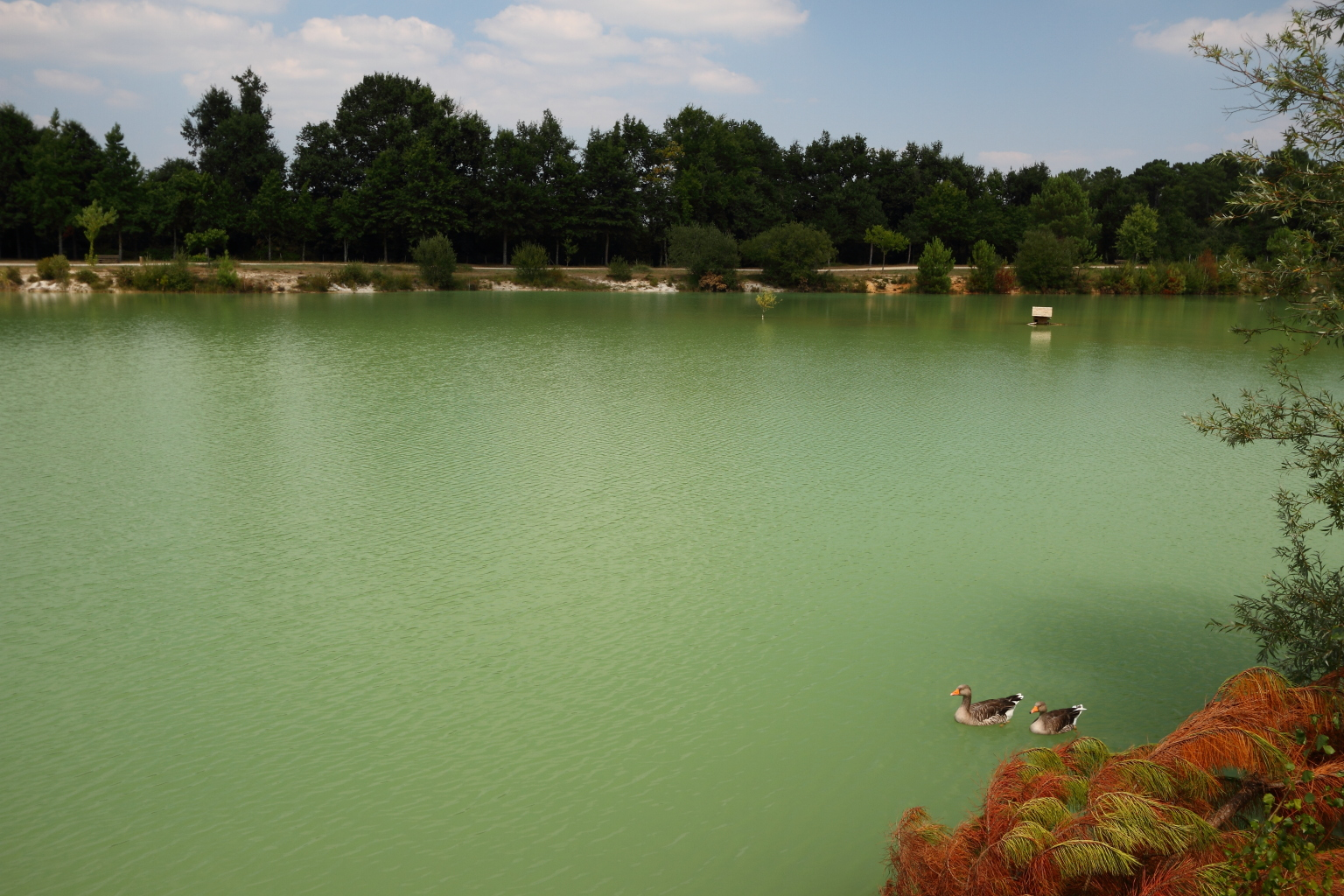
Le Lac Vert bien vert.
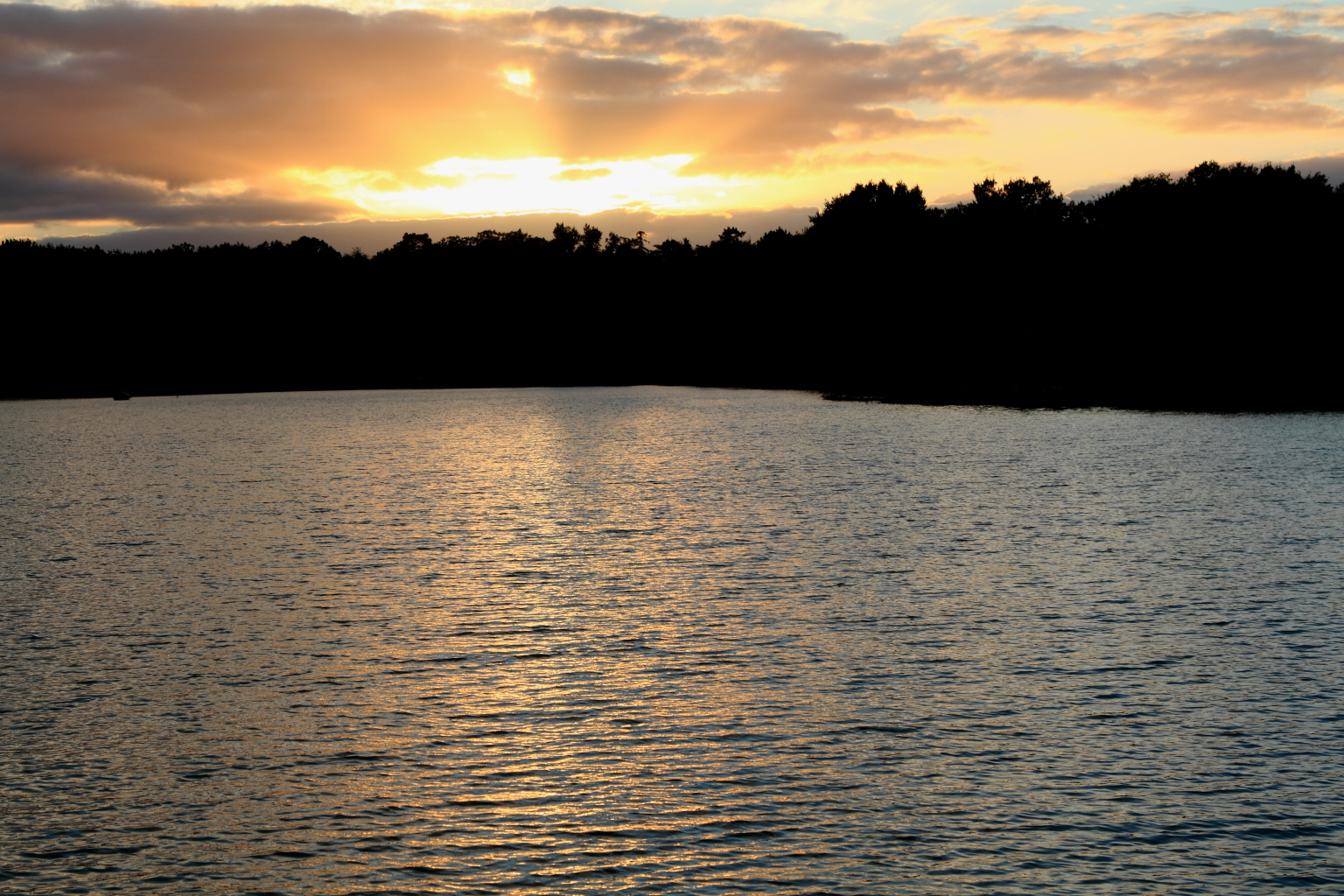
Le Lac Vert au coucher du soleil.
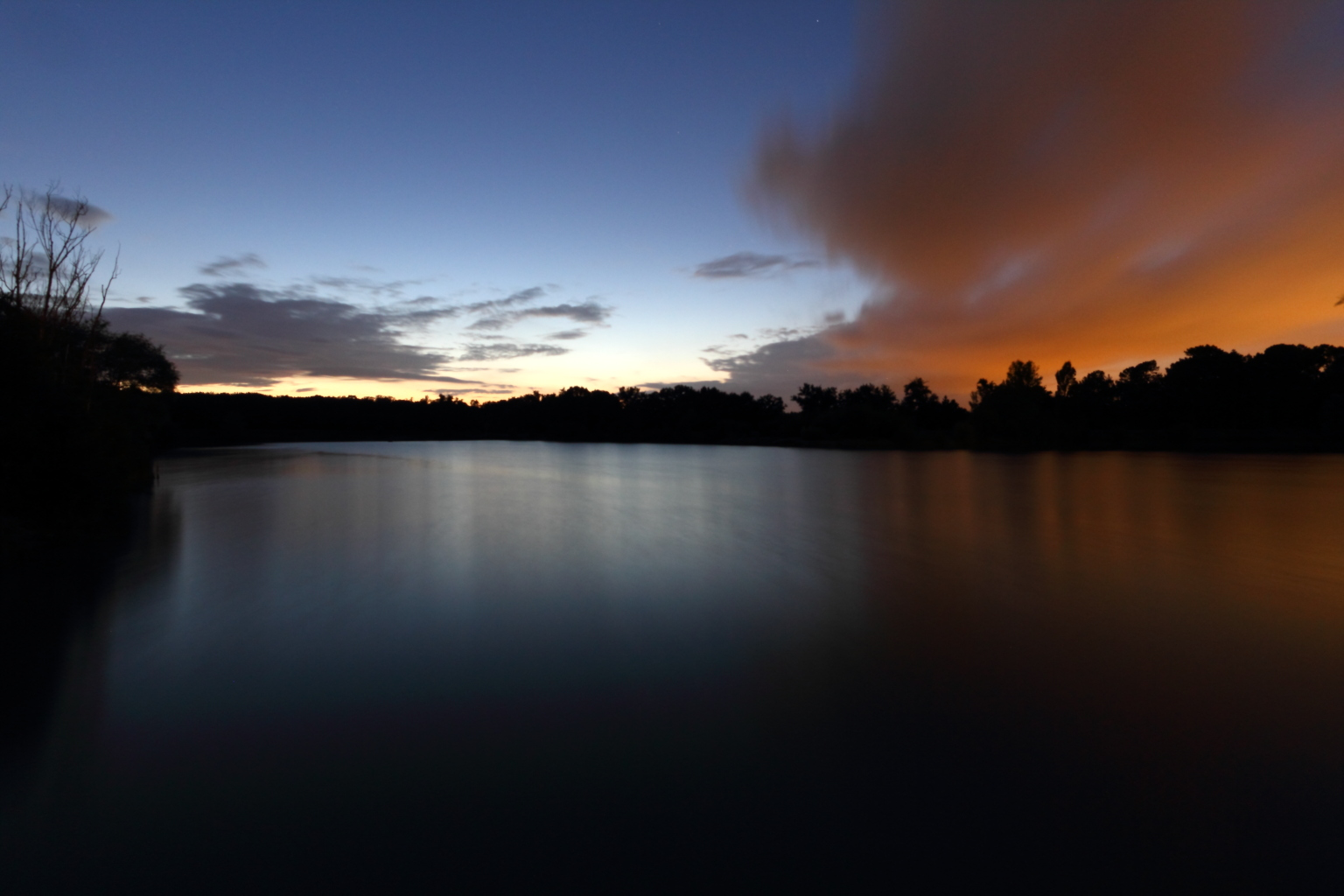
Le Lac Vert à l'heure bleue.

Les habitants de Canéjan se concentrent sur deux lieux de vie principaux, le quartier de La House sur la RN 10, et le Bourg proche de l'A63 où se situent l'église Saint-Jean-Baptiste et l'hôtel de ville.

## Vie locale

### Enseignement
L'école originelle de Canéjan était jointe à la mairie réceptionnée en 1872-1873. L'explosion démographique au début des années 1970 bouleverse le paysage scolaire de la commune.
Deux écoles maternelles accueillent les enfants de Canéjan : Maurice-Carême à La House et Marc-Rebeyrol au Bourg. Elles sont respectivement complétées par deux écoles élémentaires : Jacques-Brel à La House et Le Cassiot au Bourg.
Les collégiens et les lycéens vont respectivement au collège Alfred-Mauguin et au Lycée des Graves situés tous deux à Gradignan.

### Culture
Le centre socio-culturel Simone-Signoret est inauguré le 7 décembre 1985 par Catherine Lalumière, secrétaire d'État aux Affaires européennes. Il dispose de 400 places permettant d'accueillir diverses manifestations (cinéma, théâtre, bal).

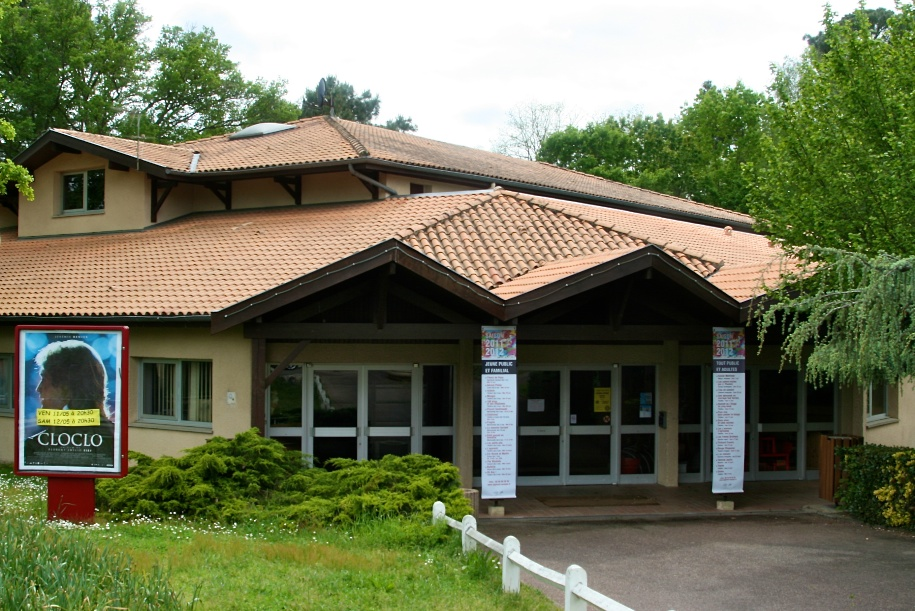
Entrée du centre socio-culturel.

## Pour les jeunes

### Le Conseil municipal des Jeunes de Canéjan
Le Conseil municipal des Jeunes de Canéjan est composé d'élus de 10 à 17 ans pendant 2 ans

### Le S.P.O.T.
Le Super Point Ouvert à Tous (S.P.O.T.) est l'équivalent d'un centre de loisirs pour les jeunes ouvert pour les jeunes de 11 ans et plus.

### Le City Park
Le City Park est un espace gratuit avec un skatepark, un terrain de football et de basket-ball.

## Économie

### Viticulture
Deux Châteaux de l'appellation AOC Pessac-Léognan sont situés sur le territoire de Canéjan.

#### Le Château de Rouillac
Ancienne résidence du baron Haussmann.

### Industrie
Dans les années 1970, IBM installe sur le territoire de Canéjan une usine de production de cartes électroniques. Solectron, sous-traitant électronique américain, rachète l’usine IBM de Bordeaux-Canéjan au début des années 1990. En 2007, à la suite du rachat de Solectron par le sous-traitant électronique Flextronics, la fermeture définitive de l’usine est annoncée,.

## Personnalités liées à la commune
- Le baron Haussmann (1809-1891) achète le domaine de Rouillac en 1864 et fait réaliser de nombreux travaux dans la chartreuse du XVIIe siècle.
- Marc Rebeyrol (1905-1949), instituteur et secrétaire de mairie. Il fait partie des 82 victimes de l'incendie du 20 août 1949 centré sur Cestas, et a laissé son nom à l'école maternelle du Bourg.
- Étienne Damoran (1920-1994), prêtre ouvrier, curé de la paroisse et fondateur de la maison de repos l'Ajoncière.
- Pierre Pascal (1928-1998), surnommé le « Pape de la BD », est l'un des fondateurs du  festival international de la bande dessinée d'Angoulême. Il ouvre le café-restaurant « Chez Pascal » à Canéjan en 1979.

## Jumelages
- Poggio Mirteto (Italie) depuis 2003[43]